# Discografia de Taeyeon
A discografia de Taeyeon, cantora sul-coreana, consiste em três álbuns de estúdio, sete extended plays, 41 singles (incluindo oito como artista convidada e dezessete gravados para trilhas sonoras) e quatro singles promocionais. Em agosto de 2007, estreou como cantora, integrando o grupo feminino Girls' Generation. Em 2015, iniciou formalmente sua carreira como solista, lançando seu primeiro extended play (EP) I, o qual alcançou a posição de número dois pela tabela sul-coreana Gaon Album Chart. Sua respectiva faixa-título alcançou o topo da Gaon Digital Chart e vendeu mais de 2,5 milhões de cópias digitais. Em fevereiro de 2016, Taeyeon lançou "Rain" como o single de abertura do projeto de música digital SM Station. O single alcançou o número um na Coreia do Sul e vendeu mais de 2,5 milhões de cópias. Seu segundo EP, Why (2016), atingiu o topo na Coreia do Sul e gerou dois singles dentro do top dez da Gaon - "Starlight" e "Why". Em 2017, ela lançou seu primeiro álbum de estúdio, My Voice, que alcançou o topo da Gaon Album Chart e produziu três singles no top cinco sul-coreano: o líder da tabela "Fine", "11:11" e "Make Me Love You".
Taeyeon lançou ainda dois EPs sul-coreanos que posicionaram-se dentro do top cinco, This Christmas: Winter Is Coming (2017) e Something New (2018), e lançou seu primeiro material japonês como solista através do EP Voice (2019). Seu segundo álbum de estúdio, Purpose (2019), estreou em segundo lugar na Coreia do Sul e inclui os singles "Four Seasons" e "Spark", que alcançaram números um e dois, respectivamente pela Gaon Digital Chart. Após lançar seu segundo EP japonês, GirlsSpkOut (2020), Taeyeon lançou INVU (2022), seu terceiro álbum de estúdio, que produziu os singles "Weekend" e  "Can't Control Myself", ambas posicionando-se dentro do top dez da Gaon Digital Chart, além da homônima "INVU", liderando a mesma tabela.  
Desde o início de sua carreira, Taeyeon se estabeleceu como uma das vocalistas mais renomadas da Coreia do Sul com gravações de trilhas sonoras para diversos dramas coreanos, notadamente "If" para Hong Gil Dong (2008) e "Can You Hear Me" para Beethoven Virus (2008); este último lhe rendendo o Prêmio de Popularidade no Golden Disk Awards de 2008. Referida como a "Rainha das OST", ela ainda gravou sucessos populares de trilha sonora, incluindo "I Love You" para Athena: Goddess of War (2010), "Missing You like Crazy" para The King 2 Hearts (2012), "Closer" para To the Beautiful You (2012), "And One" para That Winter, the Wind Blows (2013) e "All About You" para Hotel del Luna (2019).
dentre outras.

## Álbuns

### Álbuns de estúdio
| Detalhes do álbum | Melhores posições nas tabelas | Melhores posições nas tabelas | Melhores posições nas tabelas | Melhores posições nas tabelas | Melhores posições nas tabelas | Vendas                |
| Detalhes do álbum | COR                           | JAP                           | JAP Hot                       | EUA Heat                      | EUA World                     | Vendas                |
| --- | ----------------------------- | ----------------------------- | ----------------------------- | ----------------------------- | ----------------------------- | --------------------- |
| My Voice - Lançamento: 28 de fevereiro de 2017 - Gravadora: SM - Formatos: CD, download digital, streaming                                                | 1                             | 39                            | 30                            | 19                            | 2                             | - : 151,329           |
| Purpose - Lançamento: 30 de outubro de 2019 - Re-lançamento: 14 de janeiro de 2020 - Gravadora: SM - Formatos: CD, Kihno Kit, download digital, streaming | 2                             | 25                            | 19                            | 14                            | 9                             | - : 172,422 - : 3,007 |
| INVU - Lançamento: 14 de fevereiro de 2022 - Gravadora: SM - Formatos: CD, cassete, vinil, download digital, streaming                                    | 2                             | 18                            | 21                            | 20                            | —                             | - : 247,848 - : 1,594 |
| "—" denota lançamento que não entrou na tabela musical ou não foi lançado naquela região.                                                                 |                               |                               |                               |                               |                               |                       |

### Relançamentos
| Detalhes do álbum | Melhores posições nas tabelas | Vendas      |
| Detalhes do álbum | COR                           | Vendas      |
| --- | ----------------------------- | ----------- |
| My Voice: Deluxe Edition - Lançamento: 5 de abril de 2017 - Gravadora: SM - Formatos: CD, Kihno kit, download digital, streaming | 1                             | - : 104,350 |
| Purpose (Reembalado) - Lançamento: 15 de janeiro de 2020 - Gravadora: SM - Formatos: CD, Kihno kit, download digital, streaming  | 2                             | - : 46,694  |
| "—" denota lançamento que não entrou na tabela musical ou não foi lançado naquela região.                                        |                               |             |

### Extended plays(EPs)
| Detalhes do EP | Melhores posições nas tabelas | Melhores posições nas tabelas | Melhores posições nas tabelas | Melhores posições nas tabelas | Melhores posições nas tabelas | Vendas                |         |
| Detalhes do EP | COR                           | JAP                           | JAP Hot                       | EUA Heat                      | EUA World                     | Vendas                |         |
| Coreano | Coreano                       | Coreano                       | Coreano                       | Coreano                       | Coreano                       | Coreano               | Coreano |
| --- | ----------------------------- | ----------------------------- | ----------------------------- | ----------------------------- | ----------------------------- | --------------------- | ------- |
| I - Lançamento: 7 de outubro de 2015 - Gravadora: SM - Formatos: CD, vinil, Kihno kit, download digital, streaming                   | 2                             | 21                            | 12                            | 5                             | 1                             | - : 173,222 - : 2,000 |         |
| Why - Lançamento: 28 de junho de 2016 - Gravadora: SM - Formatos: CD, Kihno kit, download digital, streaming                         | 1                             | 30                            | 17                            | 15                            | 2                             | - : 126,277           |         |
| This Christmas: Winter Is Coming - Lançamento: 2 de dezembro de 2017 - Gravadora: SM - Formatos: CD, download digital, streaming     | 2                             | —                             | 54                            | —                             | 6                             | - : 69,099            |         |
| Something New - Lançamento: 18 de junho de 2018 - Gravadora: SM - Formatos: CD, download digital, streaming                          | 3                             | 35                            | 28                            | —                             | 4                             | - : 78,382            |         |
| What Do I Call You - Lançamento: 15 de dezembro de 2020 - Gravadora: SM - Formatos: CD, vinil, download digital, streaming           | 4                             | —                             | 48                            | —                             | —                             | - : 124,186           |         |
| Japonês |                               |                               |                               |                               |                               |                       |         |
| Voice - Lançamento: 13 de maio de 2019 - Gravadora: EMI, Universal Music Japan - Formatos: CD, download digital, streaming           | —                             | 6                             | 6                             | —                             | 11                            | - : 18,700            |         |
| GirlsSpkOut - Lançamento: 18 de novembro de 2020 - Gravadora: EMI, Universal Music Japan - Formatos: CD, download digital, streaming | —                             | 9                             | 13                            | —                             | —                             | - : 5,278             |         |
| "—" denota lançamento que não entrou na tabela musical ou não foi lançado naquela região.                                            |                               |                               |                               |                               |                               |                       |         |

## Singles

### Como artista principal
| Ano | Título                                                 | Melhores posições nas tabelas | Melhores posições nas tabelas | Melhores posições nas tabelas | Melhores posições nas tabelas | Vendas                   | Certificações                 | Álbum                            |
| Ano | Título                                                 | COR                           | COR Hot                       | EUA World                     | GB                            | Vendas                   | Certificações                 | Álbum                            |
| Coreano | Coreano                                                | Coreano                       | Coreano                       | Coreano                       | Coreano                       | Coreano                  | Coreano                       | Coreano                          |
| --- | ------------------------------------------------------ | ----------------------------- | ----------------------------- | ----------------------------- | ----------------------------- | ------------------------ | ----------------------------- | -------------------------------- |
| 2015 | "I" (com participação de Verbal Jint)                  | 1                             | —                             | —                             | —                             | - : 2,500,000 - : 15,000 | N/A                           | I                                |
| 2016 | "Rain"                                                 | 1                             | —                             | 3                             | —                             | - : 2,500,000            | N/A                           | SM Station: Season 1             |
| 2016 | "Starlight" (com participação de Dean)                 | 5                             | —                             | 6                             | —                             | - : 474,489              | N/A                           | Why                              |
| 2016 | "Why"                                                  | 7                             | —                             | 6                             | —                             | - : 689,209              | N/A                           | Why                              |
| 2016 | "11:11"                                                | 2                             | —                             | 5                             | —                             | - : 2,500,000 - : 3,000  | N/A                           | My Voice: Deluxe Edition         |
| 2017 | "Fine"                                                 | 1                             | 45                            | 7                             | —                             | - : 2,500,000            | N/A                           | My Voice                         |
| 2017 | "Make Me Love You"                                     | 4                             | 58                            | 11                            | —                             | - : 447,673              | N/A                           | My Voice: Deluxe Edition         |
| 2017 | "This Christmas"                                       | 2                             | 5                             | —                             | —                             | - : 227,856              | N/A                           | This Christmas: Winter Is Coming |
| 2018 | "Something New"                                        | 15                            | 15                            | 24                            | —                             | N/A                      | N/A                           | Something New                    |
| 2019 | "Four Seasons"                                         | 1                             | 1                             | 6                             | —                             | - : 2,500,000            | - KMCA: 2× Platina (DL + st.) | Purpose                          |
| 2019 | "Spark"                                                | 2                             | 2                             | 25                            | —                             | N/A                      | N/A                           | Purpose                          |
| 2020 | "Dear Me"                                              | 20                            | 1                             | 6                             | —                             | N/A                      | N/A                           | Purpose (Reembalado)             |
| 2020 | "Happy"                                                | 4                             | 6                             | 9                             | —                             | - : 1,000                | N/A                           | What Do I Call You               |
| 2020 | "What Do I Call You"                                   | 14                            | 15                            | —                             | —                             | N/A                      | N/A                           | What Do I Call You               |
| 2021 | "Weekend"                                              | 4                             | 4                             | 7                             | —                             | N/A                      | - KMCA: Platina (st.)         | INVU                             |
| 2022 | "Can't Control Myself"                                 | 8                             | 9                             | 13                            | —                             | N/A                      | N/A                           | INVU                             |
| 2022 | "INVU"                                                 | 1                             | 1                             | 8                             | —                             | N/A                      | N/A                           | INVU                             |
| 2023 | "Night Into Days" (혼자서 걸어요) (produzido por Naul) | 42                            | —                             | —                             | —                             | N/A                      | N/A                           | Naul <Ballad Pop City>           |
| Japonês |                                                        |                               |                               |                               |                               |                          |                               |                                  |
| 2018 | "Stay"                                                 | —                             | —                             | 13                            | —                             | N/A                      | N/A                           | Lançamento sem álbum             |
| 2019 | "Voice"                                                | —                             | —                             | —                             | —                             | N/A                      | N/A                           | Voice                            |
| 2019 | "I Do"                                                 | —                             | —                             | —                             | —                             | N/A                      | N/A                           | GirlsSpkOut                      |
| 2020 | "GirlsSpkOut" (com participação de Chanmina)           | —                             | —                             | —                             | —                             | N/A                      | N/A                           | GirlsSpkOut                      |
| "—" denota lançamento que não entrou na tabela musical ou não foi lançado naquela região. N/A denota informação não disponível. |                                                        |                               |                               |                               |                               |                          |                               |                                  |

### Como artista convidada
| Ano | Título                                                                                           | Melhores posições nas tabelas | Melhores posições nas tabelas | Melhores posições nas tabelas | Vendas        | Álbum                                        |
| Ano | Título                                                                                           | COR                           | COR Hot                       | EUA World                     | Vendas        | Álbum                                        |
| --- | ------------------------------------------------------------------------------------------------ | ----------------------------- | ----------------------------- | ----------------------------- | ------------- | -------------------------------------------- |
| 2004 | "You Bring Me Joy (Part 2)" (The One com participação de Taeyeon)                                | —                             | —                             | —                             | N/A           | The One                                      |
| 2015 | Shake that Brass" (Amber com partcipação de Taeyeon)                                             | 17                            | —                             | 4                             | - : 112,000   | Beautiful                                    |
| 2015 | "Scars Deeper Than Love" (사랑보다 깊은 상처) (Yim Jae-beom com participação de Taeyeon)         | 53                            | —                             | —                             | - : 72,892    | Yim Jae Bum 30th Anniversary Album Project 1 |
| 2015 | "If the World Was a Perfect Place" (세상이 완벽했다면) (Verbal Jint com participação de Taeyeon) | 25                            | —                             | —                             | - : 57,152    | Go Hard, Pt. 1: Yanggachi                    |
| 2016 | "Don't Forget" (잊어버리지마) (Crush com participação de Taeyeon)                                | 2                             | —                             | —                             | - : 2,500,000 | Lançamento sem álbum                         |
| 2017 | "Lonely" (Jonghyun com participação de Taeyeon)                                                  | 1                             | 4                             | 6                             | - : 228,413   | Story Op.2                                   |
| 2019 | "Angel" (Chancellor com participação de Taeyeon)                                                 | —                             | —                             | —                             | N/A           | Lançamento sem álbum                         |
| 2021 | "If I Could Tell You" (Taemin com participação de Taeyeon)                                       | 198                           | —                             | —                             | N/A           | Advice                                       |
| 2021 | "Hate That..." (Key com participação de Taeyeon)                                                 | 46                            | 72                            | 5                             | N/A           | Bad Love                                     |
| "—" denota lançamento que não entrou na tabela musical ou não foi lançado naquela região. N/A denota informação não disponível. |                                                                                                  |                               |                               |                               |               |                                              |

### Colaborações
| Ano | Título                                                      | Melhores posições nas tabelas | Melhores posições nas tabelas | Melhores posições nas tabelas | Vendas        | Álbum                                                   |
| Ano | Título                                                      | COR                           | COR Hot                       | EUA World                     | Vendas        | Álbum                                                   |
| --- | ----------------------------------------------------------- | ----------------------------- | ----------------------------- | ----------------------------- | ------------- | ------------------------------------------------------- |
| 2010 | "Like a Star" (별처럼) (com The One)                        | 1                             | —                             | —                             | - : 1,050,000 | Lançamento sem álbum                                    |
| 2011 | "Different" (달라) (com Kim Bum-soo)                        | 2                             | —                             | —                             | - : 1,100,000 | Lançamento sem álbum                                    |
| 2014 | "Breath" (숨소리) (com Jonghyun)                            | 3                             | 6                             | 8                             | - : 530,000   | SM the Ballad Vol. 2 – Breath                           |
| 2018 | "Page 0" (com MeloMance)                                    | 38                            | 42                            | —                             | N/A           | Station X 0                                             |
| 2019 | "A Train to Chuncheon" (춘천가는 기차) (com Yoon Jong-shin) | 162                           | —                             | —                             | N/A           | Monthly Project 2019 Yoon Jong Shin "Hello 30"          |
| 2020 | "Let Me Go" (놓아줘) (com Crush)                            | 8                             | 14                            | —                             | N/A           | With Her                                                |
| 2020 | "My Love" (Duet version) (com Lee Seung-chul)               | 86                            | —                             | —                             | N/A           | Lee Seung-chul 35th Anniversary Album Special 'My Love' |
| "—" denota lançamento que não entrou na tabela musical ou não foi lançado naquela região. N/A denota informação não disponível. |                                                             |                               |                               |                               |               |                                                         |

### Trilhas sonoras
| Ano | Título                                     | Melhores posições nas tabelas | Melhores posições nas tabelas | Vendas        | Certificações         | Álbum                               |
| Ano | Título                                     | COR                           | COR Hot                       | Vendas        | Certificações         | Álbum                               |
| --- | ------------------------------------------ | ----------------------------- | ----------------------------- | ------------- | --------------------- | ----------------------------------- |
| 2008 | "If" (만약에)                              | —                             | —                             | N/A           | N/A                   | Hong Gil-dong OST                   |
| 2008 | "Can You Hear Me" (들리나요...)            | —                             | —                             | N/A           | N/A                   | Beethoven Virus OST                 |
| 2009 | "It's Love" (사랑인걸요) (com Sunny)       | —                             | —                             | N/A           | N/A                   | Heading to the Ground OST           |
| 2010 | "I Love You" (사랑해요)                    | 2                             | —                             | N/A           | N/A                   | Athena: Goddess of War OST          |
| 2012 | "Missing You Like Crazy" (미치게 보고싶은) | 2                             | 2                             | - : 1,850,000 | N/A                   | The King 2 Hearts OST               |
| 2012 | "Closer" (가까이)                          | 7                             | 7                             | - : 890,000   | N/A                   | To the Beautiful You OST            |
| 2013 | "And One" (그리고 하나)                    | 2                             | 1                             | - : 950,000   | N/A                   | That Winter, the Wind Blows OST     |
| 2013 | "Bye"                                      | 21                            | 19                            | - : 164,000   | N/A                   | Mr. Go OST                          |
| 2014 | "Love, that One Word" (사랑 그 한마디)     | 8                             | —                             | - : 490,000   | N/A                   | You're All Surrounded OST           |
| 2016 | "All with You"                             | 14                            | —                             | - : 142,000   | N/A                   | Moon Lovers: Scarlet Heart Ryeo OST |
| 2017 | "Rescue Me"                                | —                             | —                             | N/A           | N/A                   | Final Life OST                      |
| 2019 | "All About You" (그대라는 시)              | 1                             | 2                             | N/A           | - KMCA: Platina (st.) | Hotel del Luna OST                  |
| 2019 | "Into the Unknown" (숨겨진 세상)           | 26                            | —                             | N/A           | N/A                   | Frozen II OST                       |
| 2020 | "Kiss Me" (내일은 고백할게)                | 59                            | —                             | N/A           | N/A                   | Do You Like Brahms?                 |
| 2021 | "Little Garden" (나의 작은 정원)           | 113                           | —                             | N/A           | N/A                   | Jirisan OST                         |
| 2022 | "By My Side" (내 곁에)                     | 88                            | —                             | N/A           | N/A                   | Our Blues OST                       |
| 2022 | "You and Me" (너와 나 사이)                | 150                           | —                             | N/A           | N/A                   | If You Wish Upon Me OST             |
| "—" denota lançamento que não entrou na tabela musical ou não foi lançado naquela região. N/A denota informação não disponível. |                                            |                               |                               |               |                       |                                     |

### Singlespromocionais
| Ano | Título                                        | Melhores posições nas tabelas | Vendas      | Álbum                |
| Ano | Título                                        | COR                           | Vendas      | Álbum                |
| --- | --------------------------------------------- | ----------------------------- | ----------- | -------------------- |
| 2014 | "Colorful"                                    | —                             | —           | Lançamento sem álbum |
| 2016 | "The Blue Night of Jeju Island" (com Kyuhyun) | 11                            | - : 510,218 | Thanks Band          |
| 2016 | "Atlantis Princess"                           | —                             | N/A         | Lançamento sem álbum |
| 2020 | "Ahead of Destiny" (운명보다 한걸음 빠르게)   | —                             | N/A         | Lançamento sem álbum |
| 2022 | "Fly Me to the Moon"                          | —                             | N/A         | Lançamento sem álbum |
| "—" denota lançamento que não entrou na tabela musical ou não foi lançado naquela região. N/A denota informação não disponível. |                                               |                               |             |                      |

## Outras canções que entraram nas tabelas
| Ano  | Título                                                     | Melhores posições nas tabelas | Melhores posições nas tabelas | Melhores posições nas tabelas | Álbum                            |
| Ano  | Título                                                     | COR                           | COR Hot                       | EUA World                     | Álbum                            |
| ---- | ---------------------------------------------------------- | ----------------------------- | ----------------------------- | ----------------------------- | -------------------------------- |
| 2014 | "Set Me Free"                                              | 18                            | 28                            | —                             | SM the Ballad Vol. 2 – Breath    |
| 2015 | "U R"                                                      | 3                             | —                             | —                             | I                                |
| 2015 | "Gemini" (쌍둥이자리)                                      | 9                             | —                             | —                             | I                                |
| 2015 | "Farewell" (먼저 말해줘)                                   | 12                            | —                             | —                             | I                                |
| 2015 | "Stress" (스트레스)                                        | 14                            | —                             | —                             | I                                |
| 2016 | "Secret" (비밀)                                            | 17                            | —                             | 7                             | SM Station Season 1              |
| 2016 | "Fashion"                                                  | 72                            | —                             | —                             | Why                              |
| 2016 | "Good Thing"                                               | 77                            | —                             | —                             | Why                              |
| 2016 | "Hands on Me"                                              | 58                            | —                             | —                             | Why                              |
| 2016 | "Night"                                                    | 68                            | —                             | —                             | Why                              |
| 2016 | "Up & Down" (com participação de Hyoyeon)                  | 84                            | —                             | —                             | Why                              |
| 2017 | "Cover Up"                                                 | 13                            | —                             | —                             | My Voice                         |
| 2017 | "Eraser"                                                   | 45                            | —                             | —                             | My Voice                         |
| 2017 | "Feel So Fine" (날게)                                      | 10                            | —                             | —                             | My Voice                         |
| 2017 | "Fire"                                                     | 29                            | —                             | —                             | My Voice                         |
| 2017 | "I'm OK"                                                   | 33                            | —                             | —                             | My Voice                         |
| 2017 | "I Got Love"                                               | 20                            | 85                            | 9                             | My Voice                         |
| 2017 | "Lonely Night"                                             | 34                            | —                             | —                             | My Voice                         |
| 2017 | "Love in Color" (수체화)                                   | 28                            | —                             | —                             | My Voice                         |
| 2017 | "Sweet Love"                                               | 35                            | —                             | —                             | My Voice                         |
| 2017 | "Time Lapse"                                               | 21                            | —                             | —                             | My Voice                         |
| 2017 | "When I Was Young"                                         | 27                            | —                             | —                             | My Voice                         |
| 2017 | "I Blame On You"                                           | 49                            | —                             | —                             | My Voice: Deluxe Edition         |
| 2017 | "Curtain Call"                                             | 54                            | —                             | —                             | My Voice: Deluxe Edition         |
| 2017 | "Let It Snow"                                              | 58                            | 63                            | —                             | This Christmas: Winter Is Coming |
| 2017 | "The Magic of Christmas Time"                              | 65                            | 65                            | —                             | This Christmas: Winter Is Coming |
| 2017 | "Christmas Without You"                                    | 82                            | 71                            | —                             | This Christmas: Winter Is Coming |
| 2017 | "Candy Cane"                                               | 88                            | 74                            | —                             | This Christmas: Winter Is Coming |
| 2017 | "I'm All Ears" (겨울나무)                                  | 94                            | 76                            | —                             | This Christmas: Winter Is Coming |
| 2017 | "Shhhh" (쉿)                                               | —                             | 77                            | —                             | This Christmas: Winter Is Coming |
| 2018 | "All Night Long" (저녁의 이유) (com participação de Lucas) | 72                            | 35                            | —                             | Something New                    |
| 2018 | "Circus"                                                   | 88                            | 39                            | —                             | Something New                    |
| 2018 | "I'm the Greatest"                                         | —                             | —                             | 18                            | Stay                             |
| 2019 | "Blue"                                                     | 20                            | 24                            | 7                             | Purpose                          |
| 2019 | "Gravity"                                                  | 32                            | 19                            | —                             | Purpose                          |
| 2019 | "Here I Am"                                                | 34                            | —                             | —                             | Purpose                          |
| 2019 | "Find Me"                                                  | 54                            | —                             | —                             | Purpose                          |
| 2019 | "Love You Like Crazy"                                      | 55                            | 31                            | —                             | Purpose                          |
| 2019 | "Wine"                                                     | 65                            | —                             | —                             | Purpose                          |
| 2019 | "Better Babe"                                              | 73                            | —                             | —                             | Purpose                          |
| 2019 | "Do You Love Me?"                                          | 78                            | —                             | —                             | Purpose                          |
| 2019 | "LOL" (하하하)                                             | 87                            | —                             | —                             | Purpose                          |
| 2019 | "City Love"                                                | 91                            | —                             | —                             | Purpose                          |
| 2020 | "Drawing Our Moments" (너를 그리는 시간)                   | 115                           | —                             | —                             | Purpose (Reembalado)             |
| 2020 | "My Tragedy" (월식)                                        | 117                           | —                             | —                             | Purpose (Reembalado)             |
| 2020 | "Playlist"                                                 | 104                           | —                             | —                             | What Do I Call You               |
| 2020 | "To the moon"                                              | 114                           | —                             | —                             | What Do I Call You               |
| 2020 | "Galaxy"                                                   | 117                           | —                             | —                             | What Do I Call You               |
| 2020 | "Wildfire" (들불)                                          | 118                           | —                             | —                             | What Do I Call You               |
| 2022 | "Some Nights" (그런 밤)                                    | 41                            | 46                            | —                             | INVU                             |
| 2022 | "Set Myself on Fire"                                       | 87                            | 96                            | —                             | INVU                             |
| 2022 | "Toddler" (어른아이)                                       | 80                            | —                             | —                             | INVU                             |
| 2022 | "Siren"                                                    | 102                           | —                             | —                             | INVU                             |
| 2022 | "Cold as Hell"                                             | 109                           | —                             | —                             | INVU                             |
| 2022 | "Timeless"                                                 | 95                            | —                             | —                             | INVU                             |
| 2022 | "Heart" (품)                                               | 107                           | —                             | —                             | INVU                             |
| 2022 | "No Love Again"                                            | 112                           | —                             | —                             | INVU                             |
| 2022 | "You Better Not"                                           | 111                           | —                             | —                             | INVU                             |
| 2022 | "Ending Credits"                                           | 115                           | —                             | —                             | INVU                             |

## Créditos de composição
Todos os créditos das canções são adaptados do banco de dados da Korea Music Copyright Association, salvo indicação em contrário.
| Ano  | Artista | Canção                  | Álbum                     | Letrista  | Letrista | Compositor, | Compositor,                                   |
| Ano  | Artista | Canção                  | Álbum                     | Creditada | Com | Creditada   | Com                                           |
| ---- | ------- | ----------------------- | ------------------------- | --------- | --- | ----------- | --------------------------------------------- |
| 2015 | Taeyeon | "I (feat. Verbal Jint)" | I                         | Yes       | Mafly 1, Ryan S. Jhun, Mafly 2 , Verbal Jint, Myah Marie Langston, Bennett Armstrong, Justin Armstrong, Cosmopolitan Douglas, David Quiñones, Jon Asher | Não         | N/A                                           |
| 2017 | Taeyeon | "Pray"                  | Adicionado à nenhum álbum | Yes       | G-HIGH | Yes         | G-HIGH                                        |
| 2020 | Taeyeon | "To the moon"           | What Do I Call You        | Yes       | Yorkie, SOLE | Yes         | SOLE, 임광욱, Ryan Kim, Maggiani Aris Andreas |
| 2022 | Taeyeon | "Can't Control Myself"  | INVU                      | Yes       | Ryan S. Jhun, Moon Seol Ree, Cutfather, Lauritz Emil Christiansen, Celine Svanbäck, Jacob Ubizz                                                         | Não         | N/A                                           |
| 2023 | Taeyeon | "All For Nothing"       | To. X                     | Yes       | Hwang Yu Bin, Mike Robinson,Sarah Troy | Não         | N/A                                           |

## Vídeografia
| Ano  | Título                                                           | Diretor                                   | Ref.    |
| ---- | ---------------------------------------------------------------- | ----------------------------------------- | ------- |
| 2014 | "Breath" (숨소리) (com Jonghyun)                                 | Son Young & Jeon Sung-jin                 | [ 70 ]  |
| 2015 | "Shake that Brass" (Amber com participação de Taeyeon)           | Zanybros                                  | [ 71 ]  |
| 2015 | "I" (com participação de Verbal Jint)                            | Zanybros                                  | [ 72 ]  |
| 2016 | "Rain"                                                           | August Frogs                              | [ 73 ]  |
| 2016 | "The Blue Night of Jeju Island" (제주도의 푸른 밤) (com Kyuhyun) | Pluto Sound Group                         | [ 74 ]  |
| 2016 | "Starlight" (com participação de Dean)                           | Purple Straw Film (fka. Röntgen)          | [ 75 ]  |
| 2016 | "Why"                                                            | Purple Straw Film (fka. Röntgen)          | [ 76 ]  |
| 2016 | "Why" (Dance version)                                            | Yim Sung-kwan (Purple Straw Film)         | [ 77 ]  |
| 2016 | "11:11"                                                          | Shin Hee-won                              | [ 78 ]  |
| 2017 | "I Got Love"                                                     | Wooje Kim (Etui Collective)               | [ 79 ]  |
| 2017 | "Fine"                                                           | Desconhecido                              | [ 80 ]  |
| 2017 | "Make Me Love You"                                               | Oui Kim (GDW)                             | [ 81 ]  |
| 2017 | "This Christmas"                                                 | Desconhecido                              | [ 82 ]  |
| 2018 | "I'm All Ears" (겨울나무)                                        | Desconhecido                              | [ 83 ]  |
| 2018 | "Don't Forget" (잊어버리지마)                                    | Desconhecido                              | [ 84 ]  |
| 2018 | "Something New"                                                  | Min Je-hong                               | [ 85 ]  |
| 2018 | "Stay"                                                           | Desconhecido                              | [ 86 ]  |
| 2018 | "Page 0" (com MeloMance)                                         | Koh Inkon (Better Taste Studio)           | [ 87 ]  |
| 2019 | "Four Seasons" (사계)                                            | Lee Rae-kyung (BTS Film)                  | [ 88 ]  |
| 2019 | "Voice"                                                          | Kensaku Kakimoto                          | [ 89 ]  |
| 2019 | "Spark" (불티)                                                   | Lee In-hoon (Segaji Video)                | [ 90 ]  |
| 2020 | "Dear Me" (내게 들려주고 싶은 말)                                | Lee In-hoon (Segaji Video)                | [ 91 ]  |
| 2020 | "Happy"                                                          | Lee Hye-in                                | [ 92 ]  |
| 2020 | "#GirlsSpkOut" (com participação de Chanmina)                    | Shin Hee-won                              | [ 93 ]  |
| 2020 | "Let Me Go" (놓아줘) (Crush com participação de Taeyeon)         | Woogie Kim                                | [ 94 ]  |
| 2020 | "Ahead of Destiny" (운명보다 한걸음 빠르게)                      | Desconhecido                              | [ 95 ]  |
| 2020 | "What Do I Call You"                                             | Lee Hye-in                                | [ 96 ]  |
| 2021 | "Weekend"                                                        | Kim In Tae (AFF)                          | [ 97 ]  |
| 2022 | "Can't Control Myself"                                           | Shin Hee-won                              | [ 98 ]  |
| 2022 | "INVU"                                                           | Sam Son (Son Seung-hee) (HIGHQUALITYFISH) | [ 99 ]  |
| 2022 | "INVU (ZHU Remix)"                                               | Desconhecido                              | [ 100 ] |